# Linda Milo
Linda Milo (9 juli 1960) is een gewezen Belgische atlete, die zich had toegelegd op het veldlopen en de marathon. Zij nam deel aan de wereldkampioenschappen veldlopen en halve marathon.

## Biografie
Milo nam tussen 1982 en 1986 vijf opeenvolgende keren deel aan de wereldkampioenschappen veldlopen, met een vijfenveertigste plaats als beste resultaat. Ze veroverde ook enkele medailles op de Belgische kampioenschappen 3000 m en 10.000 m. Samen met clubgenotes Griet Vanmassenhove, Ingrid Delagrange en Regine Berg verbeterde ze in 1986 het Belgisch record op de 4 x 800 m.
Nadien begon Milo zich toe te leggen op de halve marathon en marathon. Ze won verschillende internationale marathons. In 1993 nam ze deel aan het wereldkampioenschap halve marathon, waar zij vierendertigste werd.

### Clubs
Milo was aangesloten bij Hermes Club Oostende en stapt in 1992 over naar Charleroi SC.

### Beroep
Milo was beroepsmilitair en werd tweemaal wereldkampioene veldlopen bij de militairen.

## Persoonlijke records
| Onderdeel | Prestatie | Datum             | Plaats     |
| --------- | --------- | ----------------- | ---------- |
| 1500 m    | 4.16,60   | juli 1983         | Hengelo    |
| 3000 m    | 9.13,77   | 24 juli 1983      | Brussel    |
| 5000 m    | 15.54,81  | 23 september 1983 | Wespelaar  |
| 10.000 m  | 33.47,4   | 2 september 1988  | Brussel    |
| marathon  | 2:33.05   | 22 oktober 1995   | Echternach |

## Palmares

### 3000 m
- 1982:  BK AC – 9.19,33
- 1983:  BK AC – 9.13,77

### 5000 m
- 1983:  Wespelaar – 15.54,81

### 10.000 m
- 1988:  BK AC – 33.47,4
- 1989: 5e BK AC – 34.10,42

### 6 km
- 1987:  Corrida van Houilles - 21.02
- 1989:  Corrida van Houilles - 21.27

### 10 km
- 1991:  Wolfskamerloop in Huizen – 33.34
- 1991:  Ratinger Silvesterlauf in Ratingen – onbekende tijd
- 1995:  10 km Vincent Rousseau in Brussel – 34.09
- 1996:  Courses Pédestres d'Arras – 34.38
- 1996:  Konmar Run in Rotterdam – 33.52
- 1996:  Goudse Nationale Singelloop – 33.35
- 1996:  Wantijparkloop in Dordrecht – 34.30
- 1997:  Veerse Torenloop in Raamsdonksveer – 35.34
- 1998:  Stratenloop in Goirle – 36.57
- 1999:  Coenecooploop in Waddinxveen – 33.59
- 2001:  Goudse Nationale Singelloop – 34.48
- 2001:  Grande Synthe – 35.26
- 2002:  Singelloop in Gouda – 35.13,0
- 2003:  Goudse Nationale Singelloop – 35.40

### 15 km
- 1988: 50e op WK in Adelaide – 54.45
- 1994:  Zevenheuvelenloop – 51.03
- 1995:  Zevenheuvelenloop– 52.00
- 1997:  Haagse Beemden Loop – 54.12
- 1999:  Wegwedstrijd in Wolphaartsdijk – 54.54

### 10 mijl
- 1991:  Den Haag – 56.14
- 1996:  Oostende-Brugge Ten Miles – 57.52

### halve marathon
- 1988:  halve marathon van Montbelliard – 1:13.51
- 1990:  Route du Vin – 1:12.00
- 1991:  Route du Vin – 1:13.12
- 1992:  halve marathon van Onderdijk – 1:16.40
- 1993:  Paderborner Osterlauf – 1:13.51
- 1993:  BK AC in Zinnik – 1:17.36
- 1993: 34e op WK in Brussel – 1:14.03
- 1994:  Paderborner Osterlauf – 1:14.19
- 1994: 5e halve marathon van St Denis – 1:14.51
- 1995: 4e Paderborner Osterlauf – 1:15.46
- 1996:  halve marathon van Egmond – 1:17.04
- 1996: 4e City-Pier-City Loop – 1:12.43
- 1996: 5e halve van Haarlem – 1:15.53
- 2000:  Marquetteloop – 1:17.09
- 2000:  halve marathon van Oye Plage – 1:17.39
- 2001:  halve marathon van Ove Plage – 1:17.19
- 2002:  halve marathon van Oye Plage – 1:22.05
- 2003:  halve marathon van Oye Palge – 1:18.31
- 2005:  halve marathon van Oye Plage – 1:19.45
- 2006:  halve marathon van Oye Plage – 1:20.46
- 2007:  halve marathon van Oye Plage – 1:23.26

### marathon
- 1988: 15e marathon van Berlijn – 2:39.46
- 1989: 4e marathon van Hamburg – 2:44.38
- 1989:  marathon van Reims – 2:47.25
- 1990:  marathon van Frankfurt – 2:35.09
- 1990:  marathon van München – 2:36.00
- 1991:  marathon van Frankfurt – 2:35.11
- 1992:  marathon van Cherbourg – 2:42.10
- 1992:  marathon van Stockholm – 2:39.10
- 1992:  marathon van Reims – 2:39.35
- 1993: 14e marathon van Parijs – 2:40.18
- 1993:  marathon van Stockholm – 2:40.15
- 1993:  marathon van Reims – 2:34.12
- 1994:  marathon van Sevilla – 2:33.39
- 1994:  marathon van Antwerpen – 2:53.21
- 1994:  marathon van Parijs – 2:33.12
- 1994:  marathon van Reims – 2:33.25
- 1995:  Westland Marathon – 2:36.15
- 1995:  marathon van Hannover – 2:36.36
- 1995:  marathon van Echternach – 2:33.05
- 1996:  Westland Marathon – 2:37.53
- 1996:  marathon van Istanboel – 2:40.38
- 1997:  Moorea Blue in Papetoai – 2:52.32
- 1997: 8e marathon van Belgrado – 2:48.34
- 1998:  Moorea Blue in Papetoai – 2:57.30
- 1999:  marathon van Echternach – 2:40.13
- 2000:  Leidsche Rijn City marathon – 2:45.24
- 2000:  Flandres Marathon in Duinkerken – 2:51.40

### overige afstanden
- 1988:  Grindmerenloop in Wessem (25 km) – 1:38.40
- 1992:  Paderborner Osterlauf (25 km) – 1:31.33
- 1992:  Brest 20 km – onbekende tijd
- 1992:  20 km van Parijs – 1:09.40
- 1994:  Asselronde (27.5 km) – 1:40.09
- 1995:  Asselronde (27.5 km) – 1:37.21
- 1998:  Asselronde (27.5 km) – 1:41.42
- 2000:  Fleurbaix (20 km) – 1:12.43
- 2001:  Course des Moulins in Steenvorde (20 km) – 1:13.21

### veldlopen
- 1982: 86e op WK in Rome – 16.22,2
- 1983: 58e op WK in Gateshead – 14.51
- 1984: 45e op WK in East Rutherford – 16.56
- 1985: 55e op WK in Lissabon – 16.20
- 1986: 95e op WK in Colombier – 16.19,5